# Allardia transalaica
Allardia transalaica là một loài thực vật có hoa trong họ Cúc. Loài này được (Tzvelev) K.Bremer & Humphries mô tả khoa học đầu tiên năm 1993.